# Östra Frölunda
Östra Frölunda è un'area urbana della Svezia situata nel comune di Svenljunga, contea di Västra Götaland.
La popolazione rilevata nel censimento 2010 era di 309 abitanti .